# 格乔
格乔（巴斯克語發音：[getʃo]）是西班牙北部巴斯克自治区比斯开省的城镇。为大毕尔巴鄂都会区的一部分。该地总面积11.89 km2 (4.59 sq mi)，总人口81,260(2008)，人口密度6,800/km2。该镇是比斯开省人口第3位的城镇。

## 人口
| 格乔      |
|           |
| 来源：INE |

## 友好城市
- 法國 圣让德吕兹